# Finn Gerdes
Finn Gerdes (24. december 1914 i Horsens – 17. december 1995) var en dansk forfatter og maler. 
Debut 24. april 1938 i Social-Demokraten med novellen Hjemmets Søndag og i bogform i 1943 med novellesamlingen De blå gardiner. Gerdes har skrevet andet noveller bl.a. romanen Det gule hus. Han var bidragsyder til Politikens At tænke sig og skrev viser til Lulu Ziegler. Fra midten af 1960'erne var Gerdes tavs som forfatter. Finn Gerdes boede i mange år sammen med sin hustru Bodil i udlandet, bl.a. i Bonn og Bruxelles.